# دلیریوم (آلبوم الی گولدینگ)
دلیریوم (به انگلیسی: Delirium) سومین آلبوم استودیویی از خواننده و ترانه‌نویس اهل بریتانیا الی گولدینگ است، که در ۶ نوامبر ۲۰۱۵ توسط پالیدور رکوردز منتشر شد. این آلبوم در جایگاه سوم جدول آلبوم‌های بریتانیا و بیلبورد ۲۰۰ ایالات متحده قرار گرفت و باعث شد گولدینگ بالاترین رکورد در جدول کشور دوم و بالاترین آمار فروش هفته اول خود را در هر دو کشور کسب کند.